# خرمدرة
خرمدرة (بالفارسية: خرمدره) هي منطقة سكنية تقع في إيران في قسم. يقدر عدد سكانها بـ 68121 نسمة .